# Эпицентр ядерного взрыва
Эпицентр ядерного взрыва (англ. ground zero) — проекция на земную или водную поверхность точки центра ядерного взрыва. Это точка на поверхности:
- под которой произошёл подземный или подводный ядерный взрыв;
- над которой произошёл воздушный или высотный ядерный взрыв;
- на которой произошёл наземный или надводный ядерный взрыв (тогда эпицентр совпадает с центром взрыва).

В данной области в случае наземного, низкого (десятки метров над поверхностью) воздушного или неглубокого подземного ядерного взрыва появляется воронка в земле, размеры которой зависят от мощности взрыва; в пределах объёма воронки гарантированно достигается полное уничтожение любых самых прочных подземных сооружений. В случае подводного взрыва над эпицентром появляется гигантский водяной столб (султан). В случае же воздушного взрыва, направленного на уничтожение жилой, деловой и промышленной застройки, в районе эпицентра разрушаются почти все наземные сооружения и даже некоторые защитные сооружения гражданской обороны (убежища). Цепная ядерная реакция почти мгновенно увеличивает во множество раз температуру и плотность окружающего вещества. Сверхзвуковая ударная волна, распространяющаяся со скоростью более 350 м/с, сносит всё на своём пути. На некотором расстоянии от эпицентра, зависящем от мощности заряда, степень разрушений спадает.
В случае высотного стратосферного ядерного взрыва (выше 10 км) ударная волна в эпицентре не достигает большой разрушающей силы, а выше 30 км она почти отсутствует; выше 60 км также отсутствует и световое поражающее излучение.

## Галерея
- Сравнение размеров огненного шара у разных бомб
- Зона эпицентра подводного ядерного взрыва
- Кратер глубиной 100 метров и диаметром в 390 метров, оставленный взрывом в рамках испытания "Седан"